# Henri Michaux
Henri Michaux, född 24 maj 1899 i Namur, Belgien, död 19 oktober 1984 i Paris, Frankrike, var en franskspråkig författare och målare som skrev poesi, prosapoem samt reseskildringar. Ett romanförsök tillhör också den litterära kvarlåtenskapen.

## Biografi
Michaux debuterade på 1920-talet. De första texterna publicerades i den belgiska tidskriften Le Disque vert 1922, medan den första boken, Qui je fus ("Den jag var"), utkom 1927. Parallellt med författarskapet arbetade Henri Michaux med bildkonst och han har kommit att räknas som en av de främsta i den "informella" skolan. Den första utställningen ägde rum 1937.
Henri Michaux samlade konstnärskap har många beröringspunkter med surrealismen, men han tillhörde aldrig rörelsen. Över huvud taget är verken svåra att genrebestämma, men ett genomgående tema i dem är försöken att nå den undflyende varelsen som finns inom honom själv men som sällan ger sig till känna. Som en följd därav har en del av hans poesi, särskilt den tidiga, antagit formen av språkexperiment. Under 1950- och 1960-talen försökte han tränga in i själens djup med hjälp av droger som meskalin, LSD och hasch. Det resulterade i bland annat böcker som Misérable miracle ("Erbarmliga under") 1956 och Paix dans les brisements ("Frid i bristningarna") 1957. 1955 var han en av de representerade konstnärerna på det nyöppnade Galerie Colibri i Malmö.
Den franske författaren André Gide var en av Michaux beundrare.
I Sverige introducerades Michaux författarskap på 1940-talet av bland andra C.G. Bjurström, Erik Lindegren och Ingemar Leckius, och senare var Artur Lundkvist och Roger Fjellström viktiga förmedlare. Roger Fjellström har på sitt förlag OrdStröm givit ut en serie Michaux-volymer. En omfattande urvalsvolym, Bräsch, publicerade Bonniers 1987 med nyöversatta texter av Ulla Bruncrona och Katarina Frostenson. Om Henri Michaux finns Roger Fjellströms Se Michaux (1986), i vilken återfanns bidrag av bland andra Brassaï, Paul Celan, Roger Fjellström, Allen Ginsberg, J-M G Le Clézio, Ulf Linde, Harald Lyth, Octavio Paz och Jacques Prévert. I den finns även bilder av Michaux i olika tekniker och från olika perioder. Henri Michaux har i Sverige vidare varit föremål för åtminstone en doktorsavhandling (2003), och en monografi som lyfter fram det groteska i hans författarskap (2005, på franska 2007).